# Mariastein (Austria)
Mariastein – gmina w zachodniej Austrii, w kraju związkowym Tyrol, w powiecie Kufstein. Liczy 350 mieszkańców (1 stycznia 2015).